# CSGC
CSGC (chiń. upr. 南方工业) – chiński państwowy holding wielobranżowy, działający od 1999 roku, z siedzibą w Pekinie. Zarządza m.in. koncernem motoryzacyjnym Changan Automobile oraz podległymi mu spółkami zależnymi oraz spółkami joint venture. Należy do rządu centralnego Chińskiej Republiki Ludowej.

## Główne spółki holdingu
- Changan Automobile
- Dajiang Industry
- Yangtze River Electric
- Zhejiang Pioneer Machinery
- Tianwei Group
- Hubei Huazhong Optoelectronic Technology
- Wuhan Yangtze River Optoelectronics
- Heilongjiang Northern Special Equipment
- Chengdu Lingchuan Special Industry
- Yunnan Xiyi Industrial
- Xi'an Kunlun Industry

## Historia
Państwowy holging China South Industries Group Corporation został utworzony w czerwcu 1999 roku, z racji swojego strategicznego znaczenia dla chińskich władz poddając go kontroli nie lokalnej prowincji, lecz rządu centralnego w Pekinie. W kolejnych latach CSGC objęło kontrolę nad dużymi chińskimi koncernami i ośrodkami badawczo-rozwojowymi z różnych branży, m.in. produkcji uzbrojenia dla armii, motoryzacji, środków farmaceutycznych czy robotów przemysłowych. Jednym z kluczowych podmiotów zarządzanych przez China South Industries Group Corporation został jeden z największych chińskich koncernów motoryzacyjnych, Changan Automobile. 
W 2019 CSGC znalazł się na liście 500 największych przedsiębiorstw na 275. miejscu, posiadając fabryki i spółki zalezne także poza granicami Chin, na czele z regionem Azji Wschodniej. Wtedy też wyodrębniły się 4 filary branżowe, w jakich specjalizują się spółki państwowego holdingu: motoryzacyjna, militarna, zaopatrzeniowa i ekologiczna.